# خط عرض 7° شمال
خط عرض 7° شمال هي إحدى دوائر العرض الجغرافية، وهي دوائر وهمية تحيط بالكرة الأرضية، وموازية لخط الاستواء، وتتميز هذه الدائرة بأن الأراضي الواقعة عليها تنتمي للمنطقة المدارية الحارة.

## حول العالم
يبدأ من خط الزوال الأولي ويتجه شرقا، خط عرض 7° شمال يمر عبر:
| الإحداثيات                         | البلد أو الإقليم أو البحر | ملاحظات                                                                                          |
| ---------------------------------- | ------------------------- | ------------------------------------------------------------------------------------------------ |
| 7°0′N 0°0′E / 7.000°N 0.000°E      | غانا                      | مرورا عبر بحيرة فولتا                                                                            |
| 7°0′N 0°33′E / 7.000°N 0.550°E     | توغو                      |                                                                                                  |
| 7°0′N 1°38′E / 7.000°N 1.633°E     | بنين                      |                                                                                                  |
| 7°0′N 2°44′E / 7.000°N 2.733°E     | نيجيريا                   |                                                                                                  |
| 7°0′N 10°7′E / 7.000°N 10.117°E    | الكاميرون                 | لحوالي 6 km                                                                                      |
| 7°0′N 10°10′E / 7.000°N 10.167°E   | نيجيريا                   |                                                                                                  |
| 7°0′N 10°33′E / 7.000°N 10.550°E   | الكاميرون                 | لحوالي 17 km                                                                                     |
| 7°0′N 10°42′E / 7.000°N 10.700°E   | نيجيريا                   |                                                                                                  |
| 7°0′N 11°40′E / 7.000°N 11.667°E   | الكاميرون                 |                                                                                                  |
| 7°0′N 15°9′E / 7.000°N 15.150°E    | جمهورية إفريقيا الوسطى    |                                                                                                  |
| 7°0′N 26°3′E / 7.000°N 26.050°E    | جنوب السودان              |                                                                                                  |
| 7°0′N 34°16′E / 7.000°N 34.267°E   | إثيوبيا                   |                                                                                                  |
| 7°0′N 47°1′E / 7.000°N 47.017°E    | الصومال                   |                                                                                                  |
| 7°0′N 49°22′E / 7.000°N 49.367°E   | المحيط الهندي             |                                                                                                  |
| 7°0′N 72°52′E / 7.000°N 72.867°E   | جزر المالديف              | Northern Thiladhunmathi Atoll                                                                    |
| 7°0′N 72°58′E / 7.000°N 72.967°E   | المحيط الهندي             | بحر لكديف - مرورا بشمال the جزيرة Kelaa, جزر المالديف                                            |
| 7°0′N 79°52′E / 7.000°N 79.867°E   | سريلانكا                  | مرورا بشمال كولمبو                                                                               |
| 7°0′N 81°52′E / 7.000°N 81.867°E   | المحيط الهندي             | خليج البنغال                                                                                     |
| 7°0′N 93°42′E / 7.000°N 93.700°E   | الهند                     | جزر أندمان ونيكوبار - جزيرة جزيرة نيكوبار الكبرى                                                 |
| 7°0′N 93°57′E / 7.000°N 93.950°E   | المحيط الهندي             | بحر أندامان                                                                                      |
| 7°0′N 99°40′E / 7.000°N 99.667°E   | تايلاند                   |                                                                                                  |
| 7°0′N 100°45′E / 7.000°N 100.750°E | خليج تايلاند              |                                                                                                  |
| 7°0′N 103°2′E / 7.000°N 103.033°E  | بحر الصين الجنوبي         |                                                                                                  |
| 7°0′N 116°43′E / 7.000°N 116.717°E | ماليزيا                   | صباح (ماليزيا), جزيرة بورنيو - لحوالي 6 km                                                       |
| 7°0′N 116°47′E / 7.000°N 116.783°E | بحر الصين الجنوبي         | Marudu Bay                                                                                       |
| 7°0′N 117°7′E / 7.000°N 117.117°E  | ماليزيا                   | صباح (ماليزيا), جزيرة بورنيو - لحوالي 3 km                                                       |
| 7°0′N 117°9′E / 7.000°N 117.150°E  | بحر سولو                  | مرورا بجنوب Malawali Island, ماليزيا                                                             |
| 7°0′N 118°25′E / 7.000°N 118.417°E | الفلبين                   | جزيرة Cagayan de Sulu                                                                            |
| 7°0′N 118°31′E / 7.000°N 118.517°E | بحر سولو                  |                                                                                                  |
| 7°0′N 121°55′E / 7.000°N 121.917°E | الفلبين                   | جزيرة مينداناو (شبه جزيرة زامبوانجا)                                                             |
| 7°0′N 122°11′E / 7.000°N 122.183°E | بحر سيليبس                | خليج مورو - مرورا بشمال Sacol Island, الفلبين                                                    |
| 7°0′N 123°59′E / 7.000°N 123.983°E | الفلبين                   | جزيرة مينداناو                                                                                   |
| 7°0′N 125°30′E / 7.000°N 125.500°E | Davao Gulf                |                                                                                                  |
| 7°0′N 125°43′E / 7.000°N 125.717°E | الفلبين                   | جزيرة سامال                                                                                      |
| 7°0′N 125°47′E / 7.000°N 125.783°E | Davao Gulf                |                                                                                                  |
| 7°0′N 125°59′E / 7.000°N 125.983°E | الفلبين                   | جزيرة مينداناو                                                                                   |
| 7°0′N 126°27′E / 7.000°N 126.450°E | المحيط الهادئ             | بحر الفلبين                                                                                      |
| 7°0′N 134°14′E / 7.000°N 134.233°E | بالاو                     | جزيرة ولاية بيليليو                                                                              |
| 7°0′N 134°16′E / 7.000°N 134.267°E | المحيط الهادئ             | مرورا بجنوب تشوك لاغون, ولايات ميكرونيسيا المتحدة                                                |
| 7°0′N 158°14′E / 7.000°N 158.233°E | ولايات ميكرونيسيا المتحدة | Parempei island (just to the north of بونبي island)                                              |
| 7°0′N 158°15′E / 7.000°N 158.250°E | المحيط الهادئ             | مرورا بجنوب Ailinglaplap Atoll, جزر مارشال · مرورا بجنوب ماجورو atoll, ولايات ميكرونيسيا المتحدة |
| 7°0′N 171°35′E / 7.000°N 171.583°E | جزر مارشال                | Arno Atoll                                                                                       |
| 7°0′N 171°45′E / 7.000°N 171.750°E | المحيط الهادئ             | مرورا بجنوب Jicarón island, و the Azuero Peninsula, بنما                                         |
| 7°0′N 77°40′W / 7.000°N 77.667°W   | كولومبيا                  |                                                                                                  |
| 7°0′N 71°1′W / 7.000°N 71.017°W    | فنزويلا                   | لحوالي 18 km                                                                                     |
| 7°0′N 70°57′W / 7.000°N 70.950°W   | كولومبيا                  |                                                                                                  |
| 7°0′N 70°26′W / 7.000°N 70.433°W   | فنزويلا                   |                                                                                                  |
| 7°0′N 60°21′W / 7.000°N 60.350°W   | Disputed area             | Controlled by غيانا, تملكه فنزويلا                                                               |
| 7°0′N 58°27′W / 7.000°N 58.450°W   | غيانا                     | جزيرة Wakenaam                                                                                   |
| 7°0′N 58°23′W / 7.000°N 58.383°W   | المحيط الأطلسي            |                                                                                                  |
| 7°0′N 11°37′W / 7.000°N 11.617°W   | سيراليون                  |                                                                                                  |
| 7°0′N 11°27′W / 7.000°N 11.450°W   | ليبيريا                   |                                                                                                  |
| 7°0′N 8°17′W / 7.000°N 8.283°W     | ساحل العاج                |                                                                                                  |
| 7°0′N 3°7′W / 7.000°N 3.117°W      | غانا                      |                                                                                                  |